# Miss International Queen Vietnam 2023
Miss International Queen Vietnam 2023 - Đại Sứ Hoàn Mỹ 2023 là cuộc thi Miss International Queen Vietnam lần thứ 3 do Hoa Hậu Nguyễn Hương Giang phối hợp cùng công ty Hương Giang Entertainment tổ chức. Chủ đề của cuộc thi năm nay là Brave Purple - Màu sắc dũng cảm " Đêm chung kết diễn ra vào ngày 8 tháng 4 năm 2023. Hoa hậu Chuyển giới Việt Nam 2020 - Phùng Trương Trân Đài đến từ California đã trao lại vương miện cho người kế nhiệm là Nguyễn Hà Dịu Thảo đến từ Hải Dương. Dịu Thảo đã đại diện Việt Nam tại Hoa hậu Chuyển giới Quốc tế 2023 tổ chức ở Thái Lan và lọt Top 11 chung cuộc.

## Kết quả
Chú thích màu
- Hoa hậu
- Á hậu
- Lọt vào top chung cuộc
- Không đạt giải

| Kết quả                           | Thí sinh | Dự thi quốc tế                | Thành tích |
| --------------------------------- | --- | ----------------------------- | ---------- |
| Hoa Hậu Chuyển giới Việt Nam 2023 | - Hải Dương - Nguyễn Hà Dịu Thảo | Miss International Queen 2023 | Top 11     |
| Á hậu 1                           | - Khánh Hòa - Nguyễn Tường San | Miss International Queen 2024 | Á hậu 2    |
| Á hậu 2                           | - Vĩnh Long - Nguyễn An Nhi |                               |            |
| Top 6                             | - Bắc Giang - Nguyễn Vũ Hà Anh ☆ - Bắc Giang - Nguyễn Đan Tiên                                                                                            |                               |            |
| Top 6                             | - Vĩnh Long - Nguyễn Trang Nhung (¥) | Miss Equality World 2024      | Hoa hậu    |
| Top 10                            | - Tây Ninh - Đỗ Tây Hà | Miss Equality World 2023      | Á hậu 4    |
| Top 10                            | - An Giang - Trần Quân - Đồng Nai - Nguyễn Thiên Hân - Thành phố Hồ Chí Minh - Mỹm Trần                                                                   |                               |            |
| Top 20                            | - Thành phố Hồ Chí Minh - Chung Khiết Anh - Thành phố Hồ Chí Minh - Nikkie Song Phúc - Thành phố Hồ Chí Minh - Trần Huy Hoàng - Bạc Liêu - Trần Hồ Hà Đan |                               |            |
| Top 20                            | - Thành phố Hồ Chí Minh - Trương Kim Kim | Miss Star International 2023  | Top 11     |
| Top 20                            | - Thành phố Hồ Chí Minh - Trương Kim Kim | Miss Star International 2024  | Top 11     |
| Top 20                            | - Đồng Nai - Shinsa Phạm - Hà Nội - Lê Kỳ Hân - An Giang - Lý Huỳnh My - Hậu Giang - Thanh Thị Kha Nữ - Thành phố Hồ Chí Minh - Quincy Lê                 |                               |            |

§ - Thí sinh chiến thắng giải thưởng Most Popular Vote được tiến thẳng vào Top 10
¥ - Thí sinh tiến thẳng vào Chung kết do chiến thắng giải thưởng Best Talent

### Thứ tự công bố
| 1. Nguyễn Trang Nhung 2. Nguyễn Tường San 3. Nguyễn Hà Dịu Thảo 4. Nguyễn An Nhi 5. Nguyễn Thiên Hân 6. Mỹm Trần 7. Nguyễn Đan Tiên 8. Trần Mỹ Quân 9. Đỗ Tây Hà 10. Nguyễn Vũ Hà Anh | 1. Nguyễn Trang Nhung 2. Nguyễn Hà Dịu Thảo 3. Nguyễn Tường San 4. Nguyễn An Nhi 5. Nguyễn Đan Tiên 6. Nguyễn Vũ Hà Anh | 1. Nguyễn Hà Dịu Thảo 2. Nguyễn Tường San 3. Nguyễn An Nhi |

### Giải phụ
| Giải thưởng                                              | Thí sinh                  |
| -------------------------------------------------------- | ------------------------- |
| Best Talent (Thí sinh tài năng nhất)                     | - 41 - Nguyễn Trang Nhung |
| Best Catwalk (Thí sinh catwalk đẹp nhất)                 | - 41 - Nguyễn Trang Nhung |
| Best National Costume (Trang phục dân tộc xuất sắc nhất) | - 07 - Đỗ Tây Hà          |
| Best Face (Gương mặt xinh đẹp nhất)                      | - 18 - Trần Mỹ Quân       |
| Most Popular Vote (Thí sinh được yêu thích nhất)         | - 13 - Nguyễn Vũ Hà Anh   |
| Best Inspire (Thí sinh truyền cảm hứng)                  | - 35 - Trần Hồ Hà Đan     |

## Thí sinh tham gia

### Top 20
| Stt | Họ tên             | Năm sinh | Chiều cao              | Quê quán              |
| --- | ------------------ | -------- | ---------------------- | --------------------- |
| 1   | Nguyễn Đan Tiên    | 1999     | 1,68 m (5 ft 6 in)     | Bắc Giang             |
| 2   | Nikkie Song Phúc   | 1998     | 1,73 m (5 ft 8 in)     | Thành phố Hồ Chí Minh |
| 3   | Đỗ Tây Hà          | 1993     | 1,73 m (5 ft 8 in)     | Tây Ninh              |
| 4   | Nguyễn Vũ Hà Anh   | 1997     | 1,72 m (5 ft 7+1⁄2 in) | Bắc Giang             |
| 5   | Quincy Lê          | 2001     | 1,72 m (5 ft 7+1⁄2 in) | Thành phố Hồ Chí Minh |
| 6   | Trần Mỹ Quân       | 2003     | 1,70 m (5 ft 7 in)     | An Giang              |
| 7   | Nguyễn Thiên Hân   | 1996     | 1,76 m (5 ft 9+1⁄2 in) | Đồng Nai              |
| 8   | Chung Khiết Anh    | 2001     | 1,72 m (5 ft 7+1⁄2 in) | Thành phố Hồ Chí Minh |
| 9   | Trần Huy Hoàng     | 2003     | 1,75 m (5 ft 9 in)     | Thành phố Hồ Chí Minh |
| 10  | Trần Hồ Hà Đan     | 2002     | 1,64 m (5 ft 4+1⁄2 in) | Bạc Liêu              |
| 11  | Nguyễn An Nhi      | 1995     | 1,80 m (5 ft 11 in)    | Vĩnh Long             |
| 12  | Nguyễn Trang Nhung | 1994     | 1,76 m (5 ft 9+1⁄2 in) | Vĩnh Long             |
| 13  | Thanh Thị Kha Nữ   | 2000     | 1,65 m (5 ft 5 in)     | Hậu Giang             |
| 14  | Lê Kỳ Hân          | 1992     | 1,70 m (5 ft 7 in)     | Hà Nội                |
| 15  | Nguyễn Tường San   | 2005     | 1,80 m (5 ft 11 in)    | Khánh Hòa             |
| 16  | Shinsa Phạm        | 2000     | 1,74 m (5 ft 8+1⁄2 in) | Đồng Nai              |
| 17  | Nguyễn Hà Dịu Thảo | 2000     | 1,83 m (6 ft 0 in)     | Hải Dương             |
| 18  | Mỹm Trần           | 1997     | 1,70 m (5 ft 7 in)     | Thành phố Hồ Chí Minh |
| 19  | Trương Kim Kim     | 1992     | 1,75 m (5 ft 9 in)     | Thành phố Hồ Chí Minh |
| 20  | Lý Huỳnh My        | 1994     | 1,68 m (5 ft 6 in)     | An Giang              |

### Top 35
| STT | Họ tên                | Năm sinh | Chiều cao              | Quê quán              |
| --- | --------------------- | -------- | ---------------------- | --------------------- |
| 1   | Antonia May           | 1990     | 1,72 m (5 ft 7+1⁄2 in) | Lâm Đồng              |
| 2   | Trương Phạm Khánh An  | 2000     | 1,74 m (5 ft 8+1⁄2 in) | Đồng Nai              |
| 3   | Nguyễn Phạm Ngọc Linh | 1998     | 1,68 m (5 ft 6 in)     | Hà Nội                |
| 4   | Hải Thanh Lan         | 2004     | 1,67 m (5 ft 5+1⁄2 in) | Quảng Nam             |
| 5   | Phạm Thị Mây          | 1994     | 1,71 m (5 ft 7+1⁄2 in) | An Giang              |
| 6   | Helen Phương          | 1992     | 1,75 m (5 ft 9 in)     | Tiền Giang            |
| 7   | Trương Hiểu Vy        | 1999     | 1,71 m (5 ft 7+1⁄2 in) | Hậu Giang             |
| 8   | Nguyễn Sử Yến Mi      | 1994     | 1,71 m (5 ft 7+1⁄2 in) | Khánh Hòa             |
| 9   | Lương Thị Kiều Nhung  | 2000     | 1,70 m (5 ft 7 in)     | Ninh Bình             |
| 10  | Khanh Lee             | 1999     | 1,72 m (5 ft 7+1⁄2 in) | Cà Mau                |
| 11  | Trương Ngọc Hà Tiên   | 1996     | 1,77 m (5 ft 9+1⁄2 in) | California            |
| 12  | Lê Nguyễn Hải Anh     | 2000     | 1,78 m (5 ft 10 in)    | Thành phố Hồ Chí Minh |
| 13  | Hứa Ngọc Thanh        | 2002     | 1,68 m (5 ft 6 in)     | An Giang              |
| 14  | Nguyễn Thủy Tiên      | 1998     | 1,80 m (5 ft 11 in)    | Hải Dương             |
| 15  | Tí Ti                 | 1999     | 1,70 m (5 ft 7 in)     | An Giang              |
| 16  | Nguyễn Huỳnh Tiên     | 2004     | 1,67 m (5 ft 5+1⁄2 in) | Hà Nội                |
| 17  | Nguyễn Ngọc Nhi       | 2005     | 1,70 m (5 ft 7 in)     | Vĩnh Phúc             |
| 18  | Nguyễn Tiên Tiên      | 1995     | 1,67 m (5 ft 5+1⁄2 in) | Hà Nội                |

### Top 68
| STT | Họ và tên thí sinh     | Năm sinh | Chiều cao               | Quê quán              |
| --- | ---------------------- | -------- | ----------------------- | --------------------- |
| 1   | Bé Năm                 | 2002     | 1,71 m (5 ft 7+1⁄2 in)  | Bình Dương            |
| 2   | Bella Snow             | 1989     | 1,77 m (5 ft 9+1⁄2 in)  | Lâm Đồng              |
| 3   | Trần Lê Mai Chi        | 2003     | 1,68 m (5 ft 6 in)      | Thanh Hóa             |
| 4   | Lê Anh Bùi             | 1999     | 1,78 m (5 ft 10 in)     | Thành phố Hồ Chí Minh |
| 5   | Di Di                  | 2001     | 1,73 m (5 ft 8 in)      | Cà Mau                |
| 6   | Nguyễn Huỳnh Song Loan | 2000     | 1,73 m (5 ft 8 in)      | Sóc Trăng             |
| 7   | Bella Trần             | 1991     | 1,75 m (5 ft 9 in)      | Thành phố Hồ Chí Minh |
| 8   | Trịnh Thùy Linh        | 2002     | 1,72 m (5 ft 7+1⁄2 in)  | Thanh Hóa             |
| 9   | Lâm Đông Đông          | 1993     | 1,69 m (5 ft 6+1⁄2 in)  | Thành phố Hồ Chí Minh |
| 10  | Huỳnh Ngọc Sơn Ca      | 1992     | 1,72 m (5 ft 7+1⁄2 in)  | Tiền Giang            |
| 11  | Trương Di              | 1994     | 1,79 m (5 ft 10+1⁄2 in) | Kiên Giang            |
| 12  | Kiera Khuu             | 2000     | 1,66 m (5 ft 5+1⁄2 in)  | Thành phố Hồ Chí Minh |
| 13  | Dương Diệp Linh Đan    | 2003     | 1,74 m (5 ft 8+1⁄2 in)  | Đồng Tháp             |
| 14  | Phan Phương Oanh       | 2003     | 1,72 m (5 ft 7+1⁄2 in)  | Hà Nội                |
| 15  | Thống Lê Hoa           | 1993     | 1,70 m (5 ft 7 in)      | Kiên Giang            |
| 16  | Kelvin Nguyễn          | 2002     | 1,72 m (5 ft 7+1⁄2 in)  | Thành phố Hồ Chí Minh |
| 17  | Phạm Hoàng Mỹ Trân     | 2001     | 1,74 m (5 ft 8+1⁄2 in)  | Đồng Nai              |
| 18  | Kuppy Miu              | 1994     | 1,67 m (5 ft 5+1⁄2 in)  | Thành phố Hồ Chí Minh |
| 19  | Nguyễn Ngọc Tú An      | 1998     | 1,79 m (5 ft 10+1⁄2 in) | Bình Dương            |
| 20  | Phạm Xuân Nghi         | 1996     | 1,70 m (5 ft 7 in)      | Đồng Tháp             |
| 21  | Hoàng Ngọc Mỹ Nhân     | 1998     | 1,79 m (5 ft 10+1⁄2 in) | Thừa Thiên Huế        |
| 22  | Nguyễn Tường Vy        | 2000     | 1,75 m (5 ft 9 in)      | Khánh Hòa             |
| 23  | Bùi Tôn Minh Minh      | 1993     | 1,72 m (5 ft 7+1⁄2 in)  | Bến Tre               |
| 24  | Dương Đoàn Tú Linh     | 1994     | 1,80 m (5 ft 11 in)     | Vĩnh Long             |
| 25  | Phạm Phương            | 1995     | 1,74 m (5 ft 8+1⁄2 in)  | Thành phố Hồ Chí Minh |
| 26  | Võ Hoàng Quy           | 1990     | 1,77 m (5 ft 9+1⁄2 in)  | Đồng Tháp             |
| 27  | Nguyễn Hoàng Mỹ An     | 1997     | 1,73 m (5 ft 8 in)      | Thành phố Hồ Chí Minh |
| 28  | Ngô Kỷ Nguyên Tân      | 1999     | 1,75 m (5 ft 9 in)      | Cao Bằng              |
| 29  | Umilang                | 1996     | 1,73 m (5 ft 8 in)      | Đồng Nai              |
| 30  | Nguyễn Chí Nguyện      | 1997     | 1,65 m (5 ft 5 in)      | Cà Mau                |
| 31  | Jully Bảo Trân         | 2002     | 1,80 m (5 ft 11 in)     | Tiền Giang            |
| 32  | Lê Nhã Xinh            | 2000     | 1,64 m (5 ft 4+1⁄2 in)  | Bình Định             |

## Thông tin thí sinh
- Nguyễn Hà Dịu Thảo : Đăng quang Hoa hậu Sắc đẹp Chuyển giới Việt Nam 2022, Top 11 Hoa hậu Chuyển giới Quốc tế 2023 cùng giải phụ Wonder Woman Award, Miss Popular Vote và Giải trang phục dân tộc đẹp nhất.
- Nguyễn Tường San: Á hậu 2 Hoa hậu Chuyển giới Quốc tế 2024 cùng giải phụ Giải ba Hoa hậu Tài năng, Trang phục dân tộc đẹp nhất, Trình diễn bán kết tốt nhất, Hoa hậu Ảnh và Người sở hữu làn da đẹp nhất.
- Nguyễn An Nhi : Top 16 Hoa hậu Chuyển giới Việt Nam 2018, Runner-up Miss International Queen Vietnam 2024, hiện tại là nhân viên tổ chức sự kiện của một công ty dịch vụ giải trí.
- Nguyễn Đan Tiên : Người mẫu tự do.
- Nguyễn Vũ Hà Anh: Người mẫu, Biên tập viên - MC truyền hình tại VTVCab.
- Nguyễn Trang Nhung : Top 9 Hoa hậu Chuyển giới Việt Nam 2020 cùng giải phụ Best Catwalk, Top 30 Vietnam's Next Top Model 2019, đăng quang  Miss Equality World 2024 cùng giải phụ (Top 3 Best in Swimsuits, Best Photogenic, Best Talent, Beauty Smile).
- Đỗ Tây Hà: Top 15 Miss Beauty 2015, Á hậu 2 tại cuộc thi Miss Venus 2017, Á hậu 1 cuộc thi Miss Transgender Queen 2018, Top 15 Hoa hậu Chuyển giới Việt Nam 2020, tham dự cuộc thi ảnh Online tại Hoa hậu Hoàn vũ Việt Nam 2021 nhưng bị từ chối vị độ tuổi, tham dự Miss Universe Trans 2023 nhưng rút lui vì lý do sức khỏe, Á hậu 4 Miss Equality World 2023.
- Mỹm Trần (Trần Khả My) : Tham dự Hoa hậu Hoàn vũ Việt Nam 2023, Top 6 Miss International Queen Vietnam 2025.
- Chung Khiết Anh : Top 16 Hoa hậu Chuyển giới Việt Nam 2018.
- Shinsa Phạm : Á Quân The Next Face Vietnam 2021.
- Trương Kim Kim : Top 11 Miss Trans Star International 2023, Top 11 Miss Trans Star International 2024.
- Lý Huỳnh My : Top 16 Hoa hậu Chuyển giới Việt Nam 2018, tham dự casting The Face Vietnam.
- Thanh Thị Kha Nữ : Tham dự Hoa hậu Hoàn vũ Việt Nam 2023 và dừng chân tại vòng sơ khảo.
- Nguyễn Sử Yến Mi: Top 10 Hoa hậu Chuyển giới Việt Nam 2018, đăng quang Miss Transgender Star Vietnam 2017, Tham dự Miss Beauty 2015 cùng giải phụ Người đẹp thân thiện, Á Hậu 1 Miss Universe Trans 2023.
- Phạm Thị Mây: Top 55 Hoa hậu Chuyển giới Việt Nam 2020.
- Jully Bảo Trân (Trần Bảo Duy): Top 55 Hoa hậu Chuyển giới Việt Nam 2020.
- Quincy Lê: Top 24 Miss International Queen Vietnam 2025.
- Trần Mỹ Quân: Top 6 Miss International Queen Vietnam 2025.
- Nikkie Song Phúc: Top 14 Miss International Queen Vietnam 2025 và đạt giải phụ Học viên được yêu thích nhất.
- Trần Huy Hoàng: Top 42 Miss International Queen Vietnam 2025.
- Trần Hồ Hà Đan: Top 71 Miss International Queen Vietnam 2025.

## Thành phần chuyên môn (Giám khảo và Huấn luyện viên)
| Họ tên                | Danh hiệu, nghề nghiệp                                                                                | Vai trò              |
| --------------------- | --- | -------------------- |
| Nguyễn Hương Giang    | Ca sĩ, Hoa hậu Chuyển giới Quốc tế 2018                                                               | Trưởng ban giám khảo |
| Hoàng Thị Thùy        | Quán quân Vietnam's Next Top Model 2011 Siêu mẫu, Á hậu 1 Hoa hậu Hoàn vũ Việt Nam 2017               | Thành viên           |
| Yoshi Rinrada         | Hoa hậu Chuyển giới Thái Lan 2017 Á hậu 2 Hoa hậu Chuyển giới Quốc tế 2018                            | Thành viên           |
| Fuschia Anne Ravena   | Hoa hậu Chuyển giới Philippines 2022 Hoa hậu Chuyển giới Quốc tế 2022                                 | Thành viên           |
| Lukkade Metinee       | Siêu mẫu, Hoa hậu, Nhà đào tạo người mẫu                                                              | Thành viên           |
| Nguyễn Huỳnh Như      | Doanh nhân, TikToker                                                                                  | Thành viên           |
| Huỳnh Phạm Thủy Tiên  | Á hậu 2 Hoa hậu Hoàn vũ Việt Nam 2022                                                                 | Mentor               |
| Chế Nguyễn Quỳnh Châu | Á hậu 1 Hoa hậu Hòa bình Việt Nam 2022                                                                | Mentor               |
| Ngô Thị Quỳnh Mai     | Á hậu 4 Hoa hậu Hòa bình Việt Nam 2022 Á quân 1 The New Mentor - Người mẫu toàn năng 2023             | Mentor               |
| Bùi Quỳnh Hoa         | Giải vàng Siêu mẫu Việt Nam 2018 Quán quân Siêu mẫu Quốc tế 2022 Siêu mẫu, Miss Universe Vietnam 2023 | Mentor               |

- [2]
- [3]

## Phiên bản chương trình

### Các tập phát sóng

#### Tập 1:Cuộc chiến của HLV, Top 20 chính thức lộ diện
Ngày phát sóng: 17 tháng 2 năm 2023
| Huấn luyện viên       | Thí sinh            |
| --------------------- | ------------------- |
| Quỳnh Châu (Team Cam) | Trần Mỹ Quân        |
| Quỳnh Châu (Team Cam) | Đỗ Tây Hà           |
| Quỳnh Châu (Team Cam) | Quincy Lê           |
| Quỳnh Châu (Team Cam) | Nguyễn Vũ Hà Anh    |
| Quỳnh Châu (Team Cam) | Thanh Thị Kha Nữ    |
| Mai Ngô (Team Lục)    | Trần Huy Hoàng      |
| Mai Ngô (Team Lục)    | Nikkie Song Phúc    |
| Mai Ngô (Team Lục)    | Nguyễn Hà Diệu Thảo |
| Mai Ngô (Team Lục)    | Mỹm Trần            |
| Mai Ngô (Team Lục)    | Trương Kim Kim      |
| Quỳnh Hoa (Team Đỏ)   | Chung Khiết Anh     |
| Quỳnh Hoa (Team Đỏ)   | Nguyễn Đan Tiên     |
| Quỳnh Hoa (Team Đỏ)   | Nguyễn Trang Nhung  |
| Quỳnh Hoa (Team Đỏ)   | Lê Kỳ Hân           |
| Quỳnh Hoa (Team Đỏ)   | Shinsa Phạm         |
| Thủy Tiên (Team Vàng) | Trần Hồ Hà Đan      |
| Thủy Tiên (Team Vàng) | Nguyễn An Nhi       |
| Thủy Tiên (Team Vàng) | Lý Huỳnh My         |
| Thủy Tiên (Team Vàng) | Nguyễn Tường San    |
| Thủy Tiên (Team Vàng) | Nguyễn Thiên Hân    |

#### Tập 2:Sai lầm phút chót khiến tình thế đảo ngược - Ai sẽ ra về?
Ngày phát sóng: 24 tháng 2 năm 2023
- Chiến thắng Queen Class: Mỹm Trần
- Chiến thắng thử thách chính: Team Quỳnh Hoa
- Team an toàn: Team Thủy Tiên
- Thí sinh vào vòng loại trừ: Quincy Lê, Thanh Thị Kha Nữ, Trần Huy Hoàng, Nguyễn Hà Dịu Thảo
- Thí sinh bị loại: Quincy Lê, Thanh Thị Kha Nữ
- Giám khảo khách mời: Hoàng Thùy, Kye Nguyễn, Anna Võ, Phạm Văn Kiên, Nguyễn Minh Khắc, Nguyễn Minh Kha

#### Tập 3:Thử thách Catwalk căng thẳng - Ai sẽ ra về tiếp theo?
Ngày phát sóng: 3 tháng 3 năm 2023
- Chiến thắng Queen Class: Nguyễn Trang Nhung
- Chiến thắng thử thách chính: Team Quỳnh Châu
- Team an toàn: Team Quỳnh Mai
- Thí sinh vào vòng loại trừ: Lý Huỳnh My, Trần Hồ Hà Đan, Shinsa Phạm, Lê Kỳ Hân
- Thí sinh bị loại: Lý Huỳnh My, Lê Kỳ Hân
- Giám khảo khách mời:

#### Tập 4:Dự án nhân ái, vòng tranh luận và phòng loại căng thẳng
Ngày phát sóng: 10 tháng 3 năm 2023
- Chiến thắng Queen Class: Trần Huy Hoàng
- Chiến thắng thử thách chính: Team Thủy Tiên
- Team an toàn: Team Quỳnh Mai
- Thí sinh vào vòng loại trừ: Chung Khiết Anh, Shinsa Phạm, Nguyễn Vũ Hà Anh, Đỗ Tây Hà
- Thí sinh bị loại: Shinsa Phạm, Nguyễn Vũ Hà Anh
- Giám khảo khách mời: Thanh Thanh Huyền, Nguyễn Thu Trang

#### Tập 5:Top 14 quay TVC với luật chơi mới - Ai sẽ ra về tiếp theo?
Ngày phát sóng: 17 tháng 3 năm 2023
- Chiến thắng Queen Class: Nguyễn Đan Tiên
- Chiến thắng thử thách chính: Team Quỳnh Hoa, Team Quỳnh Châu
- Thí sinh vào vòng loại trừ: Mỹm Trần, Trương Kim Kim, Trần Hồ Hà Đan, Nguyễn An Nhi
- Thí sinh bị loại:  Trương Kim Kim , Trần Hồ Hà Đan
- Giám khảo khách mời: Thái Hoàng Sơn, Hiếu Nguyễn, Adrian Anh Tuấn

#### Tập 6:Top 12 thử thách mặt mộc và catwalk với trang phục dân tộc
Ngày phát sóng: 24 tháng 3 năm 2023
- Chiến thắng thử thách chính: Team Quỳnh Hoa
- Giám khảo khách mời: Thái Hoàng Sơn, Giang Doll, Nguyễn Thu Trang, Phạm Văn Kiên

#### Bán kết:Talent Quest & Semi Final, Top thí sinh cuối cùng lộ diện
Ngày phát sóng: 31 tháng 3 năm 2023
- Dẫm chương trình: Phan Trung Hậu, Hoa hậu Đỗ Nhật Hà
- Giám khảo:
  - Hương Giang
  - Hoàng Song Hà
  - Dược sĩ Tiến
  - Nguyễn Thu Trang
  - Nguyễn Huỳnh Như
  - Phùng Trương Trân Đài
  - Hoàng Thùy
  - Don Hậu
  - Lukkade Mantinee
  - Thái Hoàng Sơn
  - Giang Doll

| STT | Thí sinh               | Phần thi Tài năng | Phần thi Tài năng                 |
| STT | Thí sinh               | Hình thức         | Tiết mục                          |
| --- | ---------------------- | ----------------- | --------------------------------- |
| 1   | Mỹm Trần               | Múa               | Hồng Nhan                         |
| 2   | Nguyễn Thiên Hân       | Múa               | Sinh Linh                         |
| 3   | Trần Huy Hoàng         | Diễn thuyết       | Đẹp                               |
| 4   | Trần Quân              | Nhảy hiện đại     | Bèo Dạt Mây Trôi                  |
| 5   | Chung Khiết Anh        | Hát               | Đừng Đùa Với Lửa - Vì Chính Là Em |
| 6   | Nguyễn Trang Nhung (¥) | Nhảy - Hoạt cảnh  | Còn Chị Còn Em                    |
| 7   | Đỗ Tây Hà              | Hát               | Thuyền Quyên                      |
| 8   | Nguyễn An Nhi (¥)      | Múa               | Kiều Mệnh Khúc                    |
| 9   | Nikkie Song Phúc       | Rap - Nhảy        | N-Sao                             |
| 10  | Nguyễn Hà Diệu Thảo    | Kịch - Nhảy       | Tự Do                             |
| 11  | Nguyễn Tường San       | Múa               | Thị Mầu                           |
| 12  | Nguyễn Đan Tiên        | Hát - Nhảy        | Can't Trust A Boy                 |

(¥) - Top 2 Người đẹp Tài năng
     Thí sinh bước vào Đêm chung kết
     Thí sinh bị loại trong Đêm bán kết
     Thí sinh chiến thắng giải thưởng Người đẹp Tài năng, lọt thẳng vào Đêm chung kết

### Kết quả

#### Tổng quan
| Đội        | Tập   | Tập       | Tập     | Tập     | Tập   | Tập   | Bán kết   | Bán kết   | Chung kết |
| Đội        | 1     | 2         | 3       | 4       | 5     | 6     | Bán kết   | Bán kết   | Chung kết |
| ---------- | ----- | --------- | ------- | ------- | ----- | ----- | --------- | --------- | --------- |
| Mai Ngô    | Top 5 | Nguy hiểm | An toàn | An toàn | Loại  | Qua   | Loại      | Loại      | Hoa hậu   |
| Thủy Tiên  | Top 5 | An toàn   | Loại    | Thắng   | Loại  | Qua   | An toàn   | An toàn   | Á hậu     |
| Quỳnh Hoa  | Top 5 | Thắng     | Loại    | Loại    | Thắng | Thắng | Về nhất   | Loại      | Top 6     |
| Quỳnh Châu | Top 5 | Loại      | Thắng   | Loại    | Thắng | Qua   | Nguy hiểm | Nguy hiểm | Top 6     |

#### Thứ tự loại trừ
| Team Quỳnh Châu | Team Mai Ngô | Team Quỳnh Hoa | Team Thủy Tiên |

| Top | Thí sinh           | Tập | Tập       | Tập       | Tập       | Tập       | Tập   | Bán kết   | Chung kết |
| Top | Thí sinh           | 1   | 2         | 3         | 4         | 5         | 6     | Bán kết   | Chung kết |
| --- | ------------------ | --- | --------- | --------- | --------- | --------- | ----- | --------- | --------- |
| 1   | Nguyễn Hà Dịu Thảo | Qua | Nguy hiểm | An toàn   | An toàn   | An toàn   | Qua   | An toàn   | Hoa hậu   |
| 2   | Nguyễn Tường San   | Qua | An toàn   | An toàn   | Thắng     | An toàn   | Qua   | An toàn   | Á hậu 1   |
| 3   | Nguyễn An Nhi      | Qua | An toàn   | An toàn   | Thắng     | Nguy hiểm | Qua   | An toàn   | Á hậu 2   |
| 6   | Nguyễn Trang Nhung | Qua | Thắng     | An toàn   | An toàn   | Thắng     | Thắng | Về nhất   | Top 6     |
| 6   | Nguyễn Đan Tiên    | Qua | Thắng     | An toàn   | An toàn   | Thắng     | Thắng | An toàn   | Top 6     |
| 6   | Nguyễn Vũ Hà Anh   | Qua | An toàn   | Thắng     | Loại      |           |       |           | Top 6     |
| 10  | Trần Khởi My       | Qua | An toàn   | An toàn   | An toàn   | Nguy hiểm | Qua   | An toàn   | Top 10    |
| 10  | Nguyễn Thiên Hân   | Qua | An toàn   | An toàn   | Thắng     | An toàn   | Qua   | An toàn   | Top 10    |
| 10  | Trần Mỹ Quân       | Qua | An toàn   | Thắng     | An toàn   | Thắng     | Qua   | An toàn   | Top 10    |
| 10  | Đỗ Tây Hà          | Qua | An toàn   | Thắng     | Nguy hiểm | Thắng     | Qua   | Nguy hiểm | Top 10    |
| 13  | Chung Khiết Anh    | Qua | Thắng     | An toàn   | Nguy hiểm | Thắng     | Thắng | Loại      |           |
| 13  | Nikkie Song Phúc   | Qua | An toàn   | An toàn   | An toàn   | An toàn   | Qua   | Loại      |           |
| 13  | Trần Huy Hoàng     | Qua | Nguy hiểm | An toàn   | An toàn   | An toàn   | Qua   | Loại      |           |
| 15  | Trần Hồ Hà Đan     | Qua | An toàn   | Nguy hiểm | Thắng     | Loại      |       |           |           |
| 15  | Trương Kim Kim     | Qua | An toàn   | An toàn   | An toàn   | Loại      |       |           |           |
| 16  | Shinsa Phạm        | Qua | Thắng     | Nguy hiểm | Loại      |           |       |           |           |
| 18  | Lê Kỳ Hân          | Qua | Thắng     | Loại      |           |           |       |           |           |
| 18  | Lý Huỳnh My        | Qua | An toàn   | Loại      |           |           |       |           |           |
| 20  | Thanh Thị Kha Nữ   | Qua | Loại      |           |           |           |       |           |           |
| 20  | Quincy Lê          | Qua | Loại      |           |           |           |       |           |           |

     Thí sinh của đội chiến thắng thử thách chính
     Thí sinh của đội an toàn và không phải vào phòng loại trừ
     Thí sinh vào phòng loại trừ nhưng không bị loại
     Thí sinh vào phòng loại trừ và bị loại
     Thí sinh về nhất ở giải thưởng phụ
     Hoa hậu Chuyển giới Việt Nam 2023
     Á hậu
     Top 6
     Top 10

## Tranh cãi
Ngày 23 tháng 2 năm 2023, sự kiện công bố top 20 Hoa hậu Chuyển giới Việt Nam bị huỷ vào phút chót do Sở Thông tin và Truyền thông ra văn bản không chấp nhận việc tổ chức họp báo.
Tối 8 tháng 4 năm 2023. chung kết Hoa hậu Chuyển giới Việt Nam 2023 bị khán giả phàn nàn vì khâu tổ chức thiếu chuyên nghiệp, không sắp xếp đủ ghế ngồi cho khán giả, chương trình có nhiều tình tiết kéo dài, giám khảo không có mặt được gọi tên để đặt câu hỏi cho thí sinh, âm thanh lẫn tạp âm, giám khảo dùng điện thoại khi thí sinh đang thi,...
Sáng 9 tháng 4, đại diện Sở Văn hóa và Thể thao Thành phố Hồ Chí Minh thông báo cuộc thi này là hoạt động thi người đẹp chưa được sự chấp thuận của cơ quan chức năng. Chiều 13 tháng 4, bà Nguyễn Mỹ Hạnh, Phó Chánh văn phòng Sở Văn hóa - Thông tin TP Hồ Chí Minh đã thông tin về việc xử phạt đối với cuộc thi. Bà Hạnh cho biết, tối 8 tháng 4, Thanh tra Sở cử Thanh tra viên phối hợp với Đội An ninh Công an Quận 12 (do Phòng PA03 yêu cầu phối hợp) và Phòng Văn hóa và Thông tin Quận 12, UBND phường Tân Thới Nhất, Quận 12 đến kiểm tra tại địa điểm đang diễn ra cuộc thi này. Đoàn kiểm tra đã yêu cầu dừng chương trình nhưng đơn vị không chấp hành. Ngày 10 tháng 4, Thanh tra Sở tiếp tục làm việc với Hương Giang Entertainment, tại buổi làm việc Giám đốc Hương Giang Entertainment thừa nhận công ty đã tổ chức thi người đẹp mà không có văn bản chấp thuận. Sau vụ việc này, đơn vị tổ chức cuộc thi đã bị phạt 55 triệu đồng.

## Dự thi quốc tế
Chú thích:
- Chiến thắng
- Á hậu
- Lọt vào chung kết hoặc bán kết

| Cuộc thi                         | Đại diện           | Quê quán              | Danh hiệu | Thứ hạng            | Giải thưởng đặc biệt                                                                                           |
| -------------------------------- | ------------------ | --------------------- | --------- | ------------------- | --- |
| Miss International Queen 2023    | Nguyễn Hà Dịu Thảo | Hải Dương             | Hoa hậu   | Top 11              | - Giải phụ : Wonder Woman Award - Trang phục dân tộc đẹp nhất - Miss Popular Vote                              |
| Miss Equality World 2023         | Đỗ Tây Hà          | Tây Ninh              | Top 10    | 4th Runner-up       | Không đạt giải                                                                                                 |
| Miss Star International 2023     | Trương Kim Kim     | Thành phố Hồ Chí Minh | Top 20    | Top 11              | Không đạt giải                                                                                                 |
| Miss Star International 2024     | Trương Kim Kim     | Thành phố Hồ Chí Minh | Top 20    | Top 11              | Không đạt giải                                                                                                 |
| Miss Universe Trans 2023         | Nguyễn Sử Yến Mi   | Khánh Hòa             | Top 35    | 1st Runner-up       | Không đạt giải                                                                                                 |
| Miss International Queen 2024    | Nguyễn Tường San   | Khánh Hòa             | Á hậu 1   | 2nd Runner-up       | 2nd Runner-up Best Talent Miss Perfect Skin Preliminary Best Performance Best National Costume Miss Photogenic |
| Miss Equality World 2024         | Nguyễn Trang Nhung | Vĩnh Long             | Top 6     | Miss Equality World | Top 3 Best in Swimsuit Beauty Smile Miss Photogenic Best Talent                                                |
| Miss Fabulous International 2024 | Mỹm Trần           | Thành phố Hồ Chí Minh | Top 10    | TBA                 | TBA |